# Borowcówka
Borowcówka lub Borowiec – potok w województwie małopolskim, prawy dopływ Krzeszówki. Wypływa z Lasu Zwierzynieckiego (ze Źródła Borowca) w Tenczyńskim Parku Krajobrazowym pomiędzy wsią Nawojowa Góra a Kopcami (przysiółkiem Frywałdu) na Garbie Tenczyńskim. Następnie płynie przez Dolinę Borowca, wieś Młynka (płynąc przez ową wieś, zmienia swoją nazwę na potoczną nazwę Młynówka), następnie przepływa pod drogą krajową 79 i w południowo-zachodniej części wsi Rudawa wpływa do Krzeszówki.
- Długość: ok. 4,5 km

## Mosty rzeczne
- Młynka: droga k. stawów
- Młynka: skrzyżowanie drogi do Nawojowej Góry
- Młynka: 79